# 狭叶鹅掌柴
狭叶鹅掌柴（学名：Schefflera angustifoliolata）为五加科鹅掌柴属的植物，是中国的特有植物。分布在中国大陆的广东等地，生长于海拔1,150米的地区，常生于溪边湿地，目前尚未由人工引种栽培。